# David Friedman
David Director Friedman (New York, 12 febbraio 1945) è un giurista statunitense.

## Biografia
David Friedman proviene da una famiglia accademica: il padre è stato il famoso economista liberale e premio Nobel Milton Friedman, fondatore della scuola di Chicago e ideatore del monetarismo; la madre è stata la saggista Rose Friedman; lo zio è stato l'economista Aaron Director.
Nel 1965 conseguì il baccellierato in scienze naturali all'Università di Harvard, nel 1967 la laurea in fisica e nel 1971 il dottorato all'Università di Chicago.
Nel 1995 fu chiamato in qualità di professore ordinario nella Facoltà di giurisprudenza dell'Università di Santa Clara, dove ha insegnato analisi economica del diritto e diritto comparato; nel 2017 è stato nominato professore emerito.

## Pensiero
Friedman si ritiene favorevole all'eliminazione dello Stato ed è un sostenitore dell'anarchia e del capitalismo. È il più autorevole esponente di quella corrente libertaria che inferisce la necessità di contenimento radicale dello Stato da un approccio pragmatistico e non dogmatico, e che proprio dall'indagine economico-empirica trae conferma del ruolo essenziale che il diritto naturale di proprietà e il principio di non aggressione giocano per realizzare una società di uomini liberi.
La differenza che separa Friedman dal padre dell'anarcocapitalismo, ossia Murray Rothbard, si può indicare nel gradualismo. Friedman propone infatti prima l'accettazione da parte dell'intera società del codice legale libertario, successivamente un processo di privatizzazione dei settori controllati dallo Stato, fino ad arrivare alla privatizzazione del diritto, quindi all'abolizione dello Stato stesso.
La sua opera più importante, dove possiamo trovare tutto il suo pensiero, è sicuramente The machinery of freedom del 1973 (L'ingranaggio della libertà. Guida a un capitalismo radicale). Muovendo dalla elementare constatazione: «Sembra esserci una stretta correlazione tra le leggi che rendono libera la gente e quelle che la rendono felice», David Friedman avvia un'analisi concreta dei vari settori del vivere associato in cui, con vantaggio di tutti, sarebbe possibile riappropriarsi degli spazi di autonomia confiscati dalle cricche di politici, legislatori e burocrati che costituiscono le mille membra del Moloch statale. Scuola, sanità, previdenza, giustizia, sistema viario, sicurezza, tutela ambientale, mass media e tanti altri servizi vengono riprogettati da Friedman sulla base di principî non coercitivi, dimostrando come lo Stato sia la negazione di efficienza e giustizia, le quali non nascono da obblighi, divieti, costrizioni, ma dalla cooperazione di individui liberi e consenzienti. Il senso di questo libro - come dice lo stesso Autore - è quello di «persuadere la gente che una società potrebbe essere sia libera che desiderabile, che le istituzioni della proprietà privata costituiscono il meccanismo della libertà, rendendo possibile ad ognuno, in un mondo interdipendente e complesso, di raggiungere il proprio scopo».

## Altri interessi
Friedman fa parte di una associazione di rievocazione storica del medioevo.
Inoltre, è uno scrittore di romanzi fantastici, il più importante dei quali è Harald, pubblicato nel 2006.

## Opere
- David Friedman, L'ingranaggio della libertà, traduzione di Paola Landi e Michael Lacey-Freeman, introduzione di Armando Massarenti, Macerata, Liberilibri, 1997  [1989].
- David Friedman, L'ordine del diritto, Bologna, il Mulino, 2004  [2000].